# Baudina Stinstra

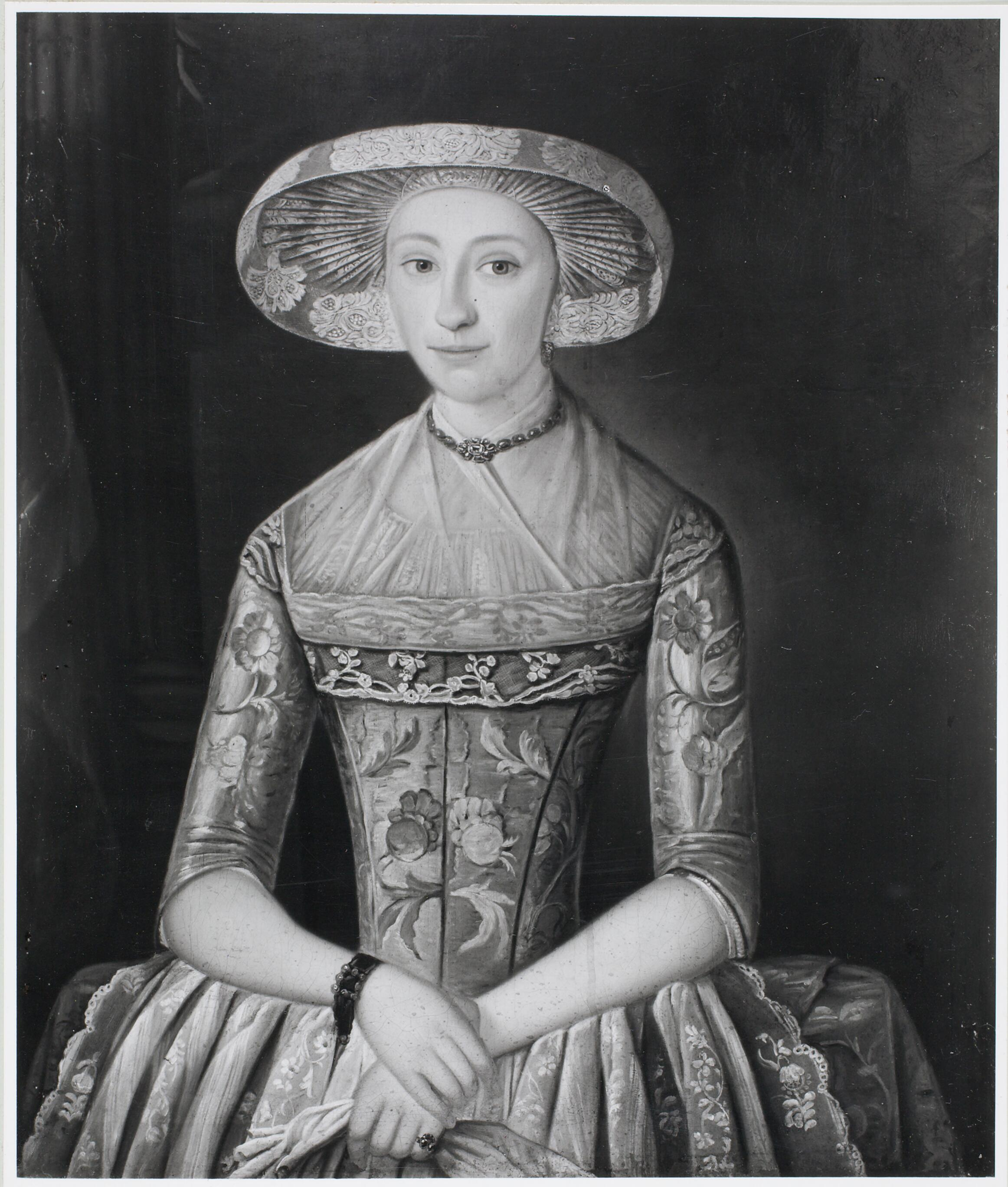
Baudina Stinstra

Baudina Stinstra (geboren 26. April 1739 in Harlingen; gestorben 13. August 1821 ebenda) war eine niederländische Zeichnerin.

## Leben
Baudina Stinstra wurde am 26. April 1739 in Harlingen geboren. Sie war die Tochter und das zweite Kind des Arztes Gooitjen Stinstra (1703–1764?) und Anna Willems Mouter (1711–1782) und hatte vier Brüder und eine Schwester. Ihr jüngster Bruder starb als Kind. Ihr Vater stammte aus einer wohlhabenden mennonitischen Kaufmannsfamilie, und ihre Mutter war die Tochter eines reichen Kaufmanns. Vermutlich hatte Baudina im Rahmen ihrer Erziehung Zeichenunterricht. Im wohlhabenden mennonitischen Milieu von Harlingen spielten Kunst und Literatur eine wichtige Rolle. Dies traf sicherlich auch auf die Familie Stinstra zu, zu der Theologen, Schriftsteller sowie Buch- und Kunstsammler zählten. Zu ihren frühesten bekannten Arbeiten zählen zwei Zeichnungen aus den Jahren 1764 und 1765. Dies waren Kopien zu Drucken nach Abraham Bloemaert, „Der Monat April“ und „Der Monat Mai“. Erhalten sind zwei Zeichnungen von der Blauwbrug in Amsterdam aus dem Jahr 1767, die von Druckgrafiken Jacob van Ruisdaels kopiert wurden. Die kopierten Drucke befanden sich möglicherweise im Besitz ihres Vaters, ihres Bruders Simon (1735–1782) oder ihres Onkels, des umstrittenen Predigers Johannes Stinstra (1708–1790). Sie alle besaßen eine umfangreiche Bibliothek, zu der zweifellos auch Drucke gehörten.
Baudina Stinstra wurde, wie auch ihre Schwester Catharina (1743–1814) wurden 1768 von Hendricus Baur jeweils einzeln porträtiert. Baudina Stinstra trägt eine „deutsche“ Haube, die damals oft von wohlhabenden Friesinnen getragen wurde. Da beide bereits ein Jahr später heirateten, waren es vermutlich ihre Verlobungsporträts. Baudina Stinstra heiratete am 11. Juni 1769 in Harlingen den Kaufmann Jelle Wildschut (1741–1814). Er gehörte demselben sozialen Netzwerk an, wie die Stinstras. Sie besaßen Immobilien und Ländereien und laut einer Steuererklärung aus dem Jahr 1796 war Jelle Wildschut in diesem Jahr der reichste Mann in Harlingen. Die einmonatige Reise, die das Paar 1783 unter anderem mit ihrem Bruder Simon und seiner Frau durch die südlichen Niederlande unternahmen, konnten sie sich problemlos leisten. Von Baudina Stinstra ist nur eine Zeichnung aus der Zeit nach ihrer Heirat bekannt. Es handelt sich dabei um eine Darstellung der Kirche von Oldeberkoop aus dem Jahr 1776, signiert „Baudina Wildschut“, kopiert nach Cornelis Pronk. Baudina und Jelle Wildschut selbst sollen 1805 von Michael Plonski in Miniatur porträtiert worden sein. Von Baudina Wildschut ist bekannt, dass sie eine der Unterzeichnerinnen einer Petition an die Nationalversammlung im Jahr 1796 gewesen sein soll, in der ging es im Zusammenhang mit den Revolutionären in Friesland unter anderem auf das Recht der Frauen hingewiesen wurde, ungestört auf der Straße gehen zu können und das Recht auf Briefgeheimnis.
Baudina Stiinstra starb am 13. August 1821, sieben Jahre nach dem Tod ihres Mannes in ihrem Elternhaus. Sie hinterließ ein bedeutendes Erbe.